# 基奧卡克鎮區 (愛荷華州瓦佩洛縣)
基奧卡克鎮區（英語：Keokuk Township）是位於美國愛荷華州瓦佩洛縣的一個行政鎮區。

## 地方資料
根據2010年美國人口普查的數據，基奧卡克鎮區的面積為76.06平方千米，當中陸地面積為74.81平方千米，而水域面積為1.25平方千米。當地共有人口867人，而人口密度為每平方千米11.4人。